# Miroslav Stevanović
Miroslav Stevanović (Zvornik, 29 luglio 1990) è un calciatore bosniaco, centrocampista o ala del Servette.

## Carriera

### Club
Il 24 luglio 2017, viene annunciato ufficialmente il suo trasferimento al Servette, tramite un contratto la cui durata è di tre stagioni. Il 4 agosto, gioca la sua prima partita ufficiale con la squadra ginevrina in occasione della partita esterna contro il Rapperswil-Jona. Il 10 settembre, segna la sua prima rete in campionato in occasione della partita interna contro lo Sciaffusa.

### Nazionale
Ha giocato numerose partite con le varie nazionali giovanili bosniache.
Nel 2012 ha esordito nella nazionale maggiore bosniaca.

## Statistiche

### Presenze e reti nei club
Statistiche aggiornate al 25 giugno 2025.
| Stagione           | Squadra            | Campionato         | Campionato | Campionato | Coppe nazionali | Coppe nazionali | Coppe nazionali | Coppe continentali | Coppe continentali | Coppe continentali | Altre coppe | Altre coppe | Altre coppe | Totale | Totale |
| Stagione           | Squadra            | Comp               | Pres       | Reti       | Comp            | Pres            | Reti            | Comp               | Pres               | Reti               | Comp        | Pres        | Reti        | Pres   | Reti   |
| ------------------ | ------------------ | ------------------ | ---------- | ---------- | --------------- | --------------- | --------------- | ------------------ | ------------------ | ------------------ | ----------- | ----------- | ----------- | ------ | ------ |
| 2009-2010          | Borac Banja Luka   | PLBE               | 15         | 2          | CBE             | 2               | 1               |                    | -                  | -                  |             | -           | -           | 17     | 3      |
| 2010-2011          | Vojvodina          | SL                 | 24         | 4          | CS              | 3               | 0               |                    | -                  | -                  |             | -           | -           | 27     | 4      |
| 2011-2012          | Vojvodina          | SL                 | 30         | 6          | CS              | 5               | 0               | QUEL               | 2                  | 0                  |             | -           | -           | 37     | 6      |
| lug.-dic. 2012     | Vojvodina          | SL                 | 15         | 2          | CS              | 2               | 0               | QUEL               | 4                  | 1                  |             | -           | -           | 21     | 3      |
| Totale Vojvodina   | Totale Vojvodina   | Totale Vojvodina   | 69         | 12         |                 | 10              | 0               |                    | 6                  | 1                  |             | -           | -           | 85     | 13     |
| gen.-giu. 2013     | Siviglia           | PD                 | 7          | 0          | CR              | 3               | 0               |                    | -                  | -                  |             | -           | -           | 10     | 0      |
| 2013-gen. 2014     | Elche              | PD                 | 3          | 0          | CR              | 0               | 0               |                    | -                  | -                  |             | -           | -           | 3      | 0      |
| gen.-giu. 2014     | Alavés             | SD                 | 13         | 1          | CR              | 0               | 0               |                    | -                  | -                  |             | -           | -           | 13     | 1      |
| 2014-2015          | Győri ETO          | NBI                | 3          | 0          | CU              | 0               | 0               | QUEL               | 0                  | 0                  |             | -           | -           | 3      | 0      |
| 2015-gen. 2016     | Ergotelīs          | FL                 | 9          | 0          | CG              | 2               | 0               |                    | -                  | -                  |             | -           | -           | 11     | 0      |
| gen.-giu. 2016     | Željezničar        | PLBE               | 12         | 3          | CBE             | 4               | 1               | QUEL               | 0                  | 0                  |             | -           | -           | 16     | 4      |
| 2016-2017          | Željezničar        | PLBE               | 31         | 2          | CBE             | 6               | 0               |                    | -                  | -                  |             | -           | -           | 37     | 2      |
| Totale Željezničar | Totale Željezničar | Totale Željezničar | 43         | 5          |                 | 10              | 1               |                    | 0                  | 0                  |             | -           | -           | 53     | 6      |
| 2017-2018          | Servette           | CL                 | 31         | 8          | CS              | 1               | 0               |                    | -                  | -                  |             | -           | -           | 32     | 8      |
| 2018-2019          | Servette           | CL                 | 34         | 11         | CS              | 2               | 0               |                    | -                  | -                  |             | -           | -           | 36     | 11     |
| 2019-2020          | Servette           | SL                 | 34         | 8          | CS              | 2               | 0               |                    | -                  | -                  |             | -           | -           | 36     | 8      |
| 2020-2021          | Servette           | SL                 | 28         | 5          | CS              | 3               | 1               | QUEL               | 2                  | 1                  |             | -           | -           | 33     | 7      |
| 2021-2022          | Servette           | SL                 | 34         | 4          | CS              | 3               | 1               | QUECL              | 2                  | 0                  |             | -           | -           | 39     | 5      |
| 2022-2023          | Servette           | SL                 | 35         | 9          | CS              | 3               | 2               |                    | -                  | -                  |             | -           | -           | 38     | 11     |
| 2023-2024          | Servette           | SL                 | 30         | 4          | CS              | 6               | 1               | QUCL+UEL+UECL      | 1+6+4              | 0                  |             | -           | -           | 47     | 5      |
| 2024-2025          | Servette           | SL                 | 38         | 14         | CS              | 1               | 0               | QUEL+QUECL         | 1+2                | 0                  |             | -           | -           | 42     | 14     |
| Totale Servette    | Totale Servette    | Totale Servette    | 264        | 63         |                 | 21              | 5               |                    | 18                 | 1                  |             | -           | -           | 303    | 69     |
| Totale carriera    | Totale carriera    | Totale carriera    | 426        | 83         |                 | 48              | 7               |                    | 24                 | 2                  |             | -           | -           | 498    | 92     |

### Cronologia presenze e reti in nazionale
| Cronologia completa delle presenze e delle reti in nazionale ― Bosnia ed Erzegovina | Cronologia completa delle presenze e delle reti in nazionale ― Bosnia ed Erzegovina | Cronologia completa delle presenze e delle reti in nazionale ― Bosnia ed Erzegovina | Cronologia completa delle presenze e delle reti in nazionale ― Bosnia ed Erzegovina | Cronologia completa delle presenze e delle reti in nazionale ― Bosnia ed Erzegovina | Cronologia completa delle presenze e delle reti in nazionale ― Bosnia ed Erzegovina | Cronologia completa delle presenze e delle reti in nazionale ― Bosnia ed Erzegovina | Cronologia completa delle presenze e delle reti in nazionale ― Bosnia ed Erzegovina |
| Data                                                                                | Città                                                                               | In casa                                                                             | Risultato                                                                           | Ospiti                                                                              | Competizione                                                                        | Reti                                                                                | Note                                                                                |
| ----------------------------------------------------------------------------------- | ----------------------------------------------------------------------------------- | ----------------------------------------------------------------------------------- | ----------------------------------------------------------------------------------- | ----------------------------------------------------------------------------------- | ----------------------------------------------------------------------------------- | ----------------------------------------------------------------------------------- | ----------------------------------------------------------------------------------- |
| 26-5-2012                                                                           | Dublino                                                                             | Irlanda                                                                             | 1 – 0                                                                               | Bosnia ed Erzegovina                                                                | Amichevole                                                                          | -                                                                                   | 46’                                                                                 |
| 15-8-2012                                                                           | Llanelli                                                                            | Galles                                                                              | 0 – 2                                                                               | Bosnia ed Erzegovina                                                                | Amichevole                                                                          | 1                                                                                   |                                                                                     |
| 12-10-2012                                                                          | Atene                                                                               | Grecia                                                                              | 0 – 0                                                                               | Bosnia ed Erzegovina                                                                | Qual. Mondiali 2014                                                                 | -                                                                                   | 75’                                                                                 |
| 16-10-2012                                                                          | Zenica                                                                              | Bosnia ed Erzegovina                                                                | 3 – 0                                                                               | Lituania                                                                            | Qual. Mondiali 2014                                                                 | -                                                                                   | 66’ 79’                                                                             |
| 14-11-2012                                                                          | Algeri                                                                              | Algeria                                                                             | 0 – 1                                                                               | Bosnia ed Erzegovina                                                                | Amichevole                                                                          | -                                                                                   |                                                                                     |
| 6-2-2013                                                                            | Capodistria                                                                         | Slovenia                                                                            | 0 – 3                                                                               | Bosnia ed Erzegovina                                                                | Amichevole                                                                          | -                                                                                   | 70’                                                                                 |
| 22-3-2013                                                                           | Zenica                                                                              | Bosnia ed Erzegovina                                                                | 3 – 1                                                                               | Grecia                                                                              | Qual. Mondiali 2014                                                                 | -                                                                                   | 84’                                                                                 |
| 7-6-2013                                                                            | Riga                                                                                | Lettonia                                                                            | 0 – 5                                                                               | Bosnia ed Erzegovina                                                                | Qual. Mondiali 2014                                                                 | -                                                                                   | 70’                                                                                 |
| 14-8-2013                                                                           | Sarajevo                                                                            | Bosnia ed Erzegovina                                                                | 3 – 4                                                                               | Stati Uniti                                                                         | Amichevole                                                                          | -                                                                                   | 46’                                                                                 |
| 6-9-2013                                                                            | Zenica                                                                              | Bosnia ed Erzegovina                                                                | 0 – 1                                                                               | Slovacchia                                                                          | Qual. Mondiali 2014                                                                 | -                                                                                   | 78’                                                                                 |
| 3-6-2016                                                                            | Toyota                                                                              | Bosnia ed Erzegovina                                                                | 2 – 2 (4 – 3 dtr)                                                                   | Danimarca                                                                           | Kirin Cup                                                                           | -                                                                                   | 82’                                                                                 |
| 7-6-2016                                                                            | Suita                                                                               | Giappone                                                                            | 1 – 2                                                                               | Bosnia ed Erzegovina                                                                | Kirin Cup                                                                           | -                                                                                   | 66’                                                                                 |
| 28-3-2017                                                                           | Scutari                                                                             | Albania                                                                             | 1 – 2                                                                               | Bosnia ed Erzegovina                                                                | Amichevole                                                                          | -                                                                                   | 40’                                                                                 |
| 24-3-2021                                                                           | Helsinki                                                                            | Finlandia                                                                           | 2 – 2                                                                               | Bosnia ed Erzegovina                                                                | Qual. Mondiali 2022                                                                 | 1                                                                                   | 89’                                                                                 |
| 31-3-2021                                                                           | Sarajevo                                                                            | Bosnia ed Erzegovina                                                                | 0 – 1                                                                               | Francia                                                                             | Qual. Mondiali 2022                                                                 | -                                                                                   | 77’                                                                                 |
| 4-9-2021                                                                            | Zenica                                                                              | Bosnia ed Erzegovina                                                                | 1 – 0                                                                               | Kuwait                                                                              | Amichevole                                                                          | -                                                                                   | 61’                                                                                 |
| 7-9-2021                                                                            | Zenica                                                                              | Bosnia ed Erzegovina                                                                | 2 – 2                                                                               | Kazakistan                                                                          | Qual. Mondiali 2022                                                                 | -                                                                                   |                                                                                     |
| 9-10-2021                                                                           | Astana                                                                              | Kazakistan                                                                          | 0 – 2                                                                               | Bosnia ed Erzegovina                                                                | Qual. Mondiali 2022                                                                 | -                                                                                   |                                                                                     |
| 12-10-2021                                                                          | Leopoli                                                                             | Ucraina                                                                             | 1 – 1                                                                               | Bosnia ed Erzegovina                                                                | Qual. Mondiali 2022                                                                 | -                                                                                   |                                                                                     |
| 13-11-2021                                                                          | Zenica                                                                              | Bosnia ed Erzegovina                                                                | 1 – 3                                                                               | Finlandia                                                                           | Qual. Mondiali 2022                                                                 | -                                                                                   |                                                                                     |
| 16-11-2021                                                                          | Zenica                                                                              | Bosnia ed Erzegovina                                                                | 0 – 2                                                                               | Ucraina                                                                             | Qual. Mondiali 2022                                                                 | -                                                                                   |                                                                                     |
| 25-3-2022                                                                           | Zenica                                                                              | Bosnia ed Erzegovina                                                                | 0 – 1                                                                               | Georgia                                                                             | Amichevole                                                                          | -                                                                                   | 87’                                                                                 |
| 29-3-2022                                                                           | Zenica                                                                              | Bosnia ed Erzegovina                                                                | 1 – 0                                                                               | Lussemburgo                                                                         | Amichevole                                                                          | -                                                                                   | 46’                                                                                 |
| 4-6-2022                                                                            | Helsinki                                                                            | Finlandia                                                                           | 1 – 1                                                                               | Bosnia ed Erzegovina                                                                | UEFA Nations League 2022-2023 - 1º turno                                            | -                                                                                   |                                                                                     |
| 7-6-2022                                                                            | Zenica                                                                              | Bosnia ed Erzegovina                                                                | 1 – 0                                                                               | Romania                                                                             | UEFA Nations League 2022-2023 - 1º turno                                            | -                                                                                   | 81’                                                                                 |
| 14-6-2022                                                                           | Zenica                                                                              | Bosnia ed Erzegovina                                                                | 3 – 2                                                                               | Finlandia                                                                           | UEFA Nations League 2022-2023 - 1º turno                                            | -                                                                                   |                                                                                     |
| 23-9-2022                                                                           | Zenica                                                                              | Bosnia ed Erzegovina                                                                | 1 – 0                                                                               | Montenegro                                                                          | UEFA Nations League 2022-2023 - 1º turno                                            | -                                                                                   | 73’                                                                                 |
| 26-3-2023                                                                           | Bratislava                                                                          | Slovacchia                                                                          | 2 – 0                                                                               | Bosnia ed Erzegovina                                                                | Qual. Euro 2024                                                                     | -                                                                                   | 74’                                                                                 |
| 17-6-2023                                                                           | Lisbona                                                                             | Portogallo                                                                          | 3 – 0                                                                               | Bosnia ed Erzegovina                                                                | Qual. Euro 2024                                                                     | -                                                                                   |                                                                                     |
| 20-6-2023                                                                           | Zenica                                                                              | Bosnia ed Erzegovina                                                                | 0 – 2                                                                               | Lussemburgo                                                                         | Qual. Euro 2024                                                                     | -                                                                                   | 72’                                                                                 |
| 13-10-2023                                                                          | Vaduz                                                                               | Liechtenstein                                                                       | 0 – 2                                                                               | Bosnia ed Erzegovina                                                                | Qual. Euro 2024                                                                     | 1                                                                                   |                                                                                     |
| 16-10-2023                                                                          | Zenica                                                                              | Bosnia ed Erzegovina                                                                | 0 – 5                                                                               | Portogallo                                                                          | Qual. Euro 2024                                                                     | -                                                                                   | 65’                                                                                 |
| 16-11-2023                                                                          | Lussemburgo                                                                         | Lussemburgo                                                                         | 4 – 1                                                                               | Bosnia ed Erzegovina                                                                | Qual. Euro 2024                                                                     | -                                                                                   | 46’                                                                                 |
| Totale                                                                              |                                                                                     | Presenze                                                                            | 33                                                                                  |                                                                                     | Reti                                                                                | 3                                                                                   |                                                                                     |

## Palmarès

### Club

#### Competizioni nazionali
- Coppa di Bosnia: 1

Borac Banja Luka: 2009-2010
- Challenge League: 1

Servette: 2018-2019
- Coppa Svizzera: 1

Servette: 2023-2024